# Ferrero Rocher
Ferrero Rocher è un marchio commerciale che identifica un cioccolatino realizzato e commercializzato dall'industria alimentare italiana Ferrero Spa. Il Rocher, che ha forma di pralina sferica ripiena, fu lanciato sul mercato nel 1982.

## Composizione

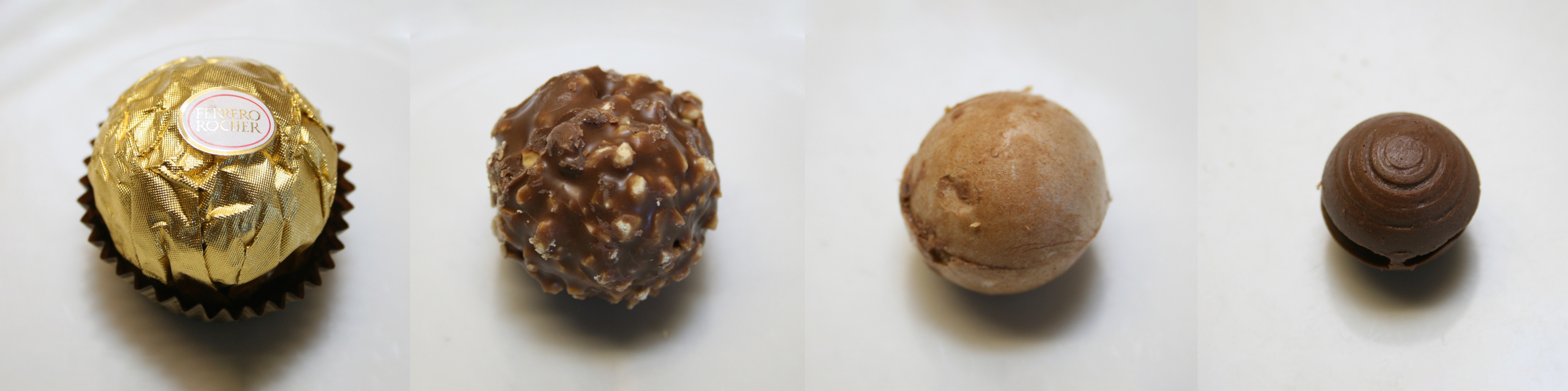
Un Ferrero Rocher, strato per strato

Il nucleo della pralina è formato da una nocciola intera tostata, ricoperta con uno strato di crema di nocciola e crema gianduia. Il tutto è incassato in una sottile cialda che lo ricopre. Il prodotto sferico così ottenuto è ricoperto infine da uno strato superficiale formato da cioccolato al latte e granella di nocciola. 
Le praline, dal peso di circa 11/12 grammi cadauna, sono individualmente incartate in una pellicola in alluminio di colore oro e fissate con colla a caldo su pirottini di carta plissettata di colore marrone con un motivo geometrico color oro. Su ciascuna pralina così confezionata viene applicato uno sticker ovale di carta adesiva con il nome commerciale del prodotto scritto in oro su fondo bianco. 
Nella grande distribuzione il prodotto è disponibile in diversi formati, dagli astucci in cellophane da tre o quattro pezzi, alle tradizionali scatole da 16 pezzi, disposti su due strati, a confezioni regalo di dimensioni maggiori che arrivano a contenere oltre 20 pezzi.
Mentre il packaging standard è caratterizzato dall'utilizzo di confezioni in materiale plastico trasparente, che evoca l'immagine di "prodotto prezioso", sono disponibili anche design diversi (per esempio, confezioni in cartoncino, in plastica opaca colorata), che trovano impiego in particolare in occasione delle festività natalizie. 
Sia il nome che la forma del cioccolatino sarebbero un omaggio alla Vergine Maria di cui Michele Ferrero era molto devoto.

## Grand Ferrero Rocher
Il Grand Ferrero Rocher è una cialda ricoperta di cioccolato al latte con granella di nocciole, in tutto simile per gusto, forma e composizione all'involucro della pralina, ma di dimensioni maggiori; al suo interno vengono inserite alcune praline. L'incarto è uguale a quello della pralina. Il Grand Ferrero Rocher viene venduto singolarmente. Ne esistono versioni di diverso peso e contenenti un numero di praline variabile.  

## Altri prodotti
Oltre alle praline l'azienda commercializza con il marchio Ferrero Rocher anche tavolette di cioccolato e gelati. Nonostante la coerenza del branding, questi prodotti sono realizzati sia con cioccolato al latte con granella di nocciole, similmente alle praline, sia con altri tipi di cioccolato, ovvero fondente (sia il gelato sia la tavoletta) e bianco (solo la tavoletta). Inoltre le tavolette, a differenza della pralina, sono disponibili tutto l'anno.